# Jimmy Vee
Pour les articles homonymes, voir Vee.
Jimmy Vee, né le 3 février 1959, est un acteur britannique.
Atteint de nanisme (il mesure 1,12 m), il incarne des rôles de monstres ou d'extra-terrestres de petites tailles dans les séries de la franchise Doctor Who depuis le retour de la série en 2005. Il est également l'interprète officiel du robot R2-D2 dans la saga Star Wars depuis Star Wars, épisode VIII : Les Derniers Jedi.

## Filmographie

### Cinéma
- 2015 : Pan de Joe Wright : Lofty
- 2015 :  Star Wars, épisode VII : Le Réveil de la Force : R2-D2 (non crédité)
- 2017 : Star Wars, épisode VIII : Les Derniers Jedi :  R2-D2
- 2019 : Rocketman de Dexter Fletcher

### Télévision
- Doctor Who :
  - La Fin du monde : Moxx de Balhoon
  - L'Humanité en péril : Le cochon spatial
  - Attack of the Graske (jeu interactif) : Le Graske
  - Music of the Spheres : Le Graske
  - La Prophétie de Noël : Le Graske
  - Une croisière autour de la Terre : Bannakaffalatta
  - Le gardien : Skovox Blitzer
- The Sarah Jane Adventures :
  - Revenge of the Slitheen : Le jeune Slitheen (Carl, Nathan)
  - The Lost Boy : Le jeune Slitheen (Carl, Nathan)
  - From Raxacoricofallapatorius with Love : Le jeune Slitheen (Carl, Nathan)
  - The Gift : Le jeune Slitheen (Carl, Nathan)
  - Whatever Happened to Sarah Jane? : Le Graske
  - The Temptation of Sarah Jane Smith : Le Graske